# بيتا آلة المصور b
بيتا آلة المصور b (بالإنجليزية: Beta Pictoris b)‏ هو كوكب خارج المجموعة الشمسية مؤكد يقع على مسافة تقدر بحوالي 63 سنة ضوئية (19.4 فرسخ فلكي أو نحو 5.986214×1014 كم) من النظام الشمسي في كوكبة آلة المصور في فلك حول نجم بيتا آلة المصور. اكتشف الكوكب في 18 نوفمبر 2008 بطريقة التصوير المباشر من قبل لاغرانج وآخرون، باستخدام أداة المقراب الكبير جدا ناكو (NACO) في سيرو بارانال في شمال تشيلي.

## خصائص
كوكب بيتا آلة المصور ب هو الكوكب المعروف الوحيد في نظام بيتا آلة المصور. ويعتبر هذا الكوكب مشتري هائل أي أنة كوكب خارج المجموعة الشمسية لة نصف قطر وكتلة أكبر من كوكب المشتري كتلة بيتا آلة المصور ب  تعادل نحو 7 كتل مشترية ونصف قطرة حوالي 65٪ أكبر من كوكب المشتري. متوسط المسافة المدارية لبيتا آلة المصور ب تقدر بحوالي 9 وحدات فلكية (حوالي نفس مسافة زحل من الشمس، حوالي 9.55 وحدة فلكية) من نجم بيتا آلة المصور (على مقربة من مستوى قرص حطام يدور حول النجم) يدور الكوكب في انحراف مركزي منخفض خلال فترة تستغرق 20-21 سنة، درجة حرارة الكوكب حول 1600 كلفن على الأرجح بسبب غلافه الجوي المغبر وكتلتة (من المفترض أن يكون أكثر برودة بكثير) ويتلقى الكوكب 11٪ من كمية أشعة من نجمه بالمقارنة بالأشعة التي تتلقاها الأرض من الشمس.

### فترة الدوران
في عام 2014، تم حساب فترة دوران بيتا آلة المصور ب حول نفسة من خلال توسيع نطاق ما يحتوية النجم من غاز أحادي أكسيد الكربون في خط امتصاص الأشعة تحت الحمراء. وهذا يجعلة اعتبارا من عام 2015 أول كوكب خارج المجموعة الشمسية يتم قياس معدل دورانة حول نفسة. هذة الفترة المقاسة تستغرق 8.1 ساعة، لذلك يعتبر أسرع كوكب دوراناً معروف حتى الآن، أسرع من المشتري الذي يستغرق حوالي 10 ساعة ليدور مرة واحدة حول محورة.

## معرض صور

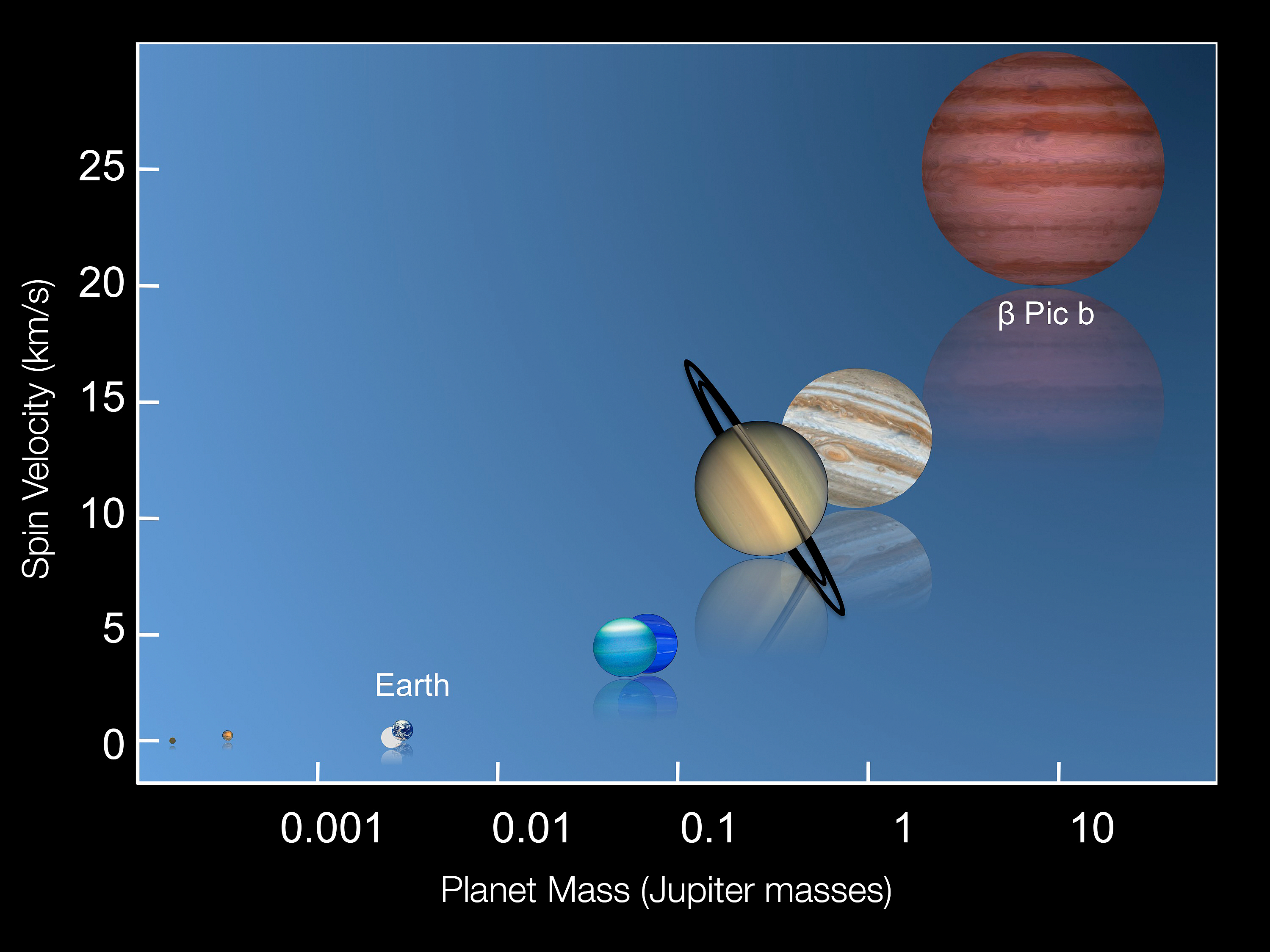
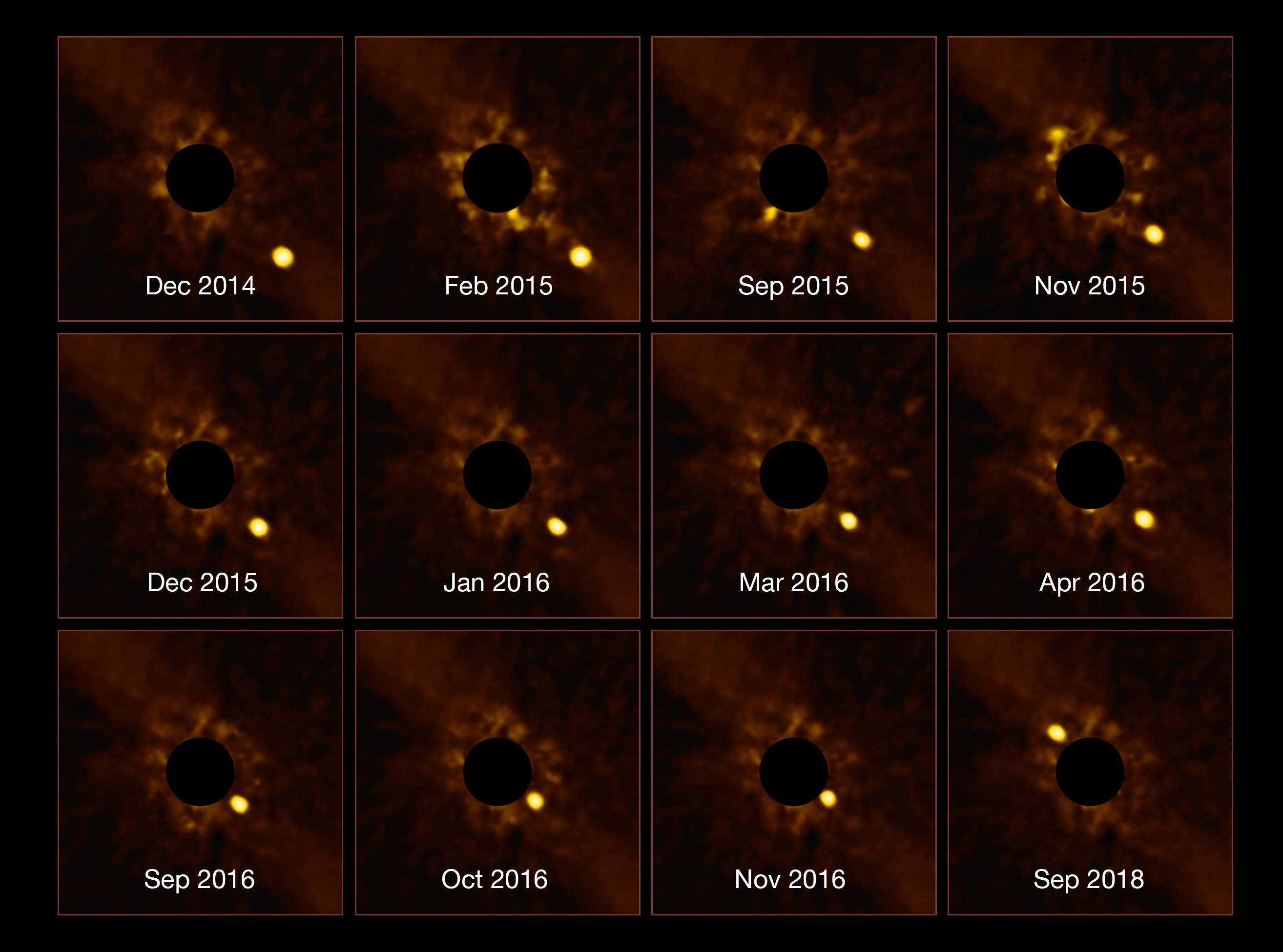

## اقرأ أيضا
- بيتا بيكتوريس
- كوكب WASP-39b